# 번뇌심소
번뇌심소(煩惱心所, 산스크리트어: kleśa-caitasa)는 대승불교의 유식유가행파와 법상종의 5위 100법의 법체계에서, 심소법(心所法: 51가지) 그룹[位]의 6가지 세부 그룹인 변행심소(遍行心所: 5가지) · 별경심소(別境心所: 5가지) · 선심소(善心所: 11가지) · 번뇌심소(煩惱心所: 6가지) · 수번뇌심소(隨煩惱心所: 20가지) · 부정심소(不定心所: 4가지) 중의 하나이다.
번뇌심소는 모든 번뇌의 근간인 근본번뇌들로 구성된 마음작용들의 그룹이다.
즉, 번뇌심소는 내면의 마음(8식, 즉 심왕, 즉 심법)으로 하여금 항상 오염된 상태에 있게 함으로써 그 결과 유정으로 하여금 생사를 윤회하게 만드는 마음작용들의 그룹이다.
대승불교의 유식유가행파와 법상종에 따르면, 탐(貪) · 진(瞋) · 치(癡) · 만(慢) · 의(疑) · 악견(惡見)의 6가지 마음작용이 번뇌심소를 구성한다. 이들 중 치(癡)는 무명(無明)이라고도 하며, 악견(惡見)은 부정견(不正見)이라고도 한다.
악견(惡見)은 그 행상(行相)에 따라  살가야견(薩迦耶見: 유신견) · 변집견(邊執見) · 사견(邪見) · 견취(見取) · 계금취(戒禁取)의 5견으로 세분된다. 따라서, 번뇌심소는 펼쳤을 때는 10가지가 되며 그렇지 않을 때는 6가지가 된다. 5위 100법의 법체계에서는 펼치지 않았을 때의 6가지가 포함되어 있다. 부파불교의 설일체유부의 교학에서는 펼치지 않았을 때의 6가지 근본번뇌를 6수면(六隨眠)이라 하고, 펼쳤을 때의 10가지 근본번뇌를 10수면(十隨眠)이라 한다. 대승불교의 유식유가행파와 법상종의 5위 100법의 법체계에서 6가지 또는 10가지 근본번뇌는 번뇌심소라는 하나의 그룹을 이루고 있지만, 부파불교의 설일체유부의 5위 75법의 법체계에서는 그렇지 않으며 여러 그룹에 걸쳐 산재해 있다.

## 개별 번뇌심소

### 탐(貪)
탐(貪, 3계의 애(愛), 미착, 탐착,
산스크리트어: rāga,
팔리어: rāga,
영어: lust,
attachment,
craving)은 염착(染著), 즉 유(有)와 유구(有具) 즉 윤회하는 삶[有]과 그 원인[有具]에 대한 오염된 집착[染著]을 본질적 성질[性]로 하는 마음작용이다.
탐(貪)의 본질적 작용[業]은 선심소에 속한 무탐(無貪)의 마음작용을 장애[障]하여 고통을 일으키는 것[生苦]이다. 즉, 탐(貪) 즉 애(愛: 12연기 중 제8지)로 말미암아 취온(取蘊: 번뇌의 집합, 번뇌 무더기)이 생겨난다.

### 진(瞋)
진(瞋, 미워함, 성냄, 노여워함, 상처입히고 해치는 것을 좋아함,
산스크리트어: pratigha,
dvesa,
팔리어: paṭigha,
영어: ill will,
anger,
repugnance,
hatred)은 증에(憎恚), 즉 고(苦)와 고구(苦具) 즉 고통[苦]과 그 원인[苦俱]에 대해 미워하고 성내는 것[憎恚]을 본질적 성질[性]로 하는 마음작용이다.
진(瞋)의 본질적 작용[業]은 선심소에 속한 무진(無瞋)의 마음작용을 장애[障]하여 불안온(不安隱)과 악행(惡行)의 발동근거[所依]가 되는 것이다. 즉, 진(瞋)은 반드시 몸과 마음을 열뇌(熱惱: 매우 괴롭게 함)시켜 갖가지 악업을 짓게 하는 불선(不善)의 성질을 띤 마음작용이다.

### 치(癡)
치(癡, 어리석음, 우치, 무지(無知), 무지(無智), 무현(無顯),
산스크리트어: moha,
mūdha,
avidyā,
팔리어: avijjā,
영어: ignorance,
delusion,
error)는 미암(迷闇), 즉 갖가지 이사(理事) 즉 갖가지 본질[理]과 현상[事]에 대해 미혹하고 어두운 것[迷闇]을 본질적 성질[性]로 하는 마음작용이다.
치(癡)의 본질적 작용[業]은 선심소에 속한 무치(無癡)의 마음작용을 장애[障]하여 모든 잡염(雜染)의 발동근거[所依]가 되는 것이다. 즉, 치(癡) 즉 무명(無明: 12연기 중 제1지)으로 말미암아 의(疑) · 사견(邪見) · 탐(貪) 등의 근본번뇌의 업과 이들 근본번뇌 업을 발동근거로 하는 수번뇌의 업이 일어나고, 이들 근본번뇌 · 수번뇌 업들은 능히 다음 생[後生]의 잡염법(雜染法: 번뇌에 오염된 법, 번뇌에 물든 존재)을 초래한다.

### 만(慢)
만(慢, 거만, 자만, 오만, 고거심,
산스크리트어: māna,
팔리어: māna,
영어: pride,
arrogance,
conceit)은 고거(高舉), 즉 자신을 믿어[恃己] 남에 대해 자신을 높이는 것[高舉]을 본질적 성질[性]로 하는 마음작용이다.
만(慢)의 본질적 작용[業]은 선심소에 속한 불만(不慢)의 마음작용을 장애[障]하여 고통을 일으키는 것[生苦]이다.
만(慢)을 가진 사람은 덕(德)과 유덕자[有德]에 대해서 마음이 겸손하지 않다. 그리고 이로 말미암아 [유덕자로부터 덕을 배우지 못하게 되므로 번뇌를 끊을 원인인 덕을 가지지 못하게 되고 따라서] 생사윤회가 끝이 없고 갖가지 고통을 받게 된다.

#### 7만(七慢)
만(慢)은 7만(七慢: 일곱 가지 거만) 또는 9만(九慢: 아홉 가지 거만)으로 나뉘는데, 7만은 다음과 같다.
1. 만(慢, 산스크리트어: māna, 영어: arrogance): 자기보다 못한 사람에 대해서 우월감을 갖고 잘난 척하는 것
2. 과만(過慢, 산스크리트어: ati-māna, 영어: exaggerated arrogance): 자신과 동등한 자격의 사람에 대하여 자신을 높이는 것
3. 만과만(慢過慢, 산스크리트어: mānāti-māna, 영어: outrageous arrogance): 자기보다 나은 사람을 인정하지 않고 자신을 높이는 것
4. 아만(我慢, 산스크리트어: ātma-māna, 영어: egotistic arrogance):  5취온을 나 · 나의 것으로 집착하여 거만하며 자기 능력을 믿고 남을 업신여기는 것
5. 증상만(增上慢, 산스크리트어: adhi-māna, 영어: false arrogance, anticipatory arrogance, arrogance of showing off): 자신을 가치 이상으로 보는 것
6. 비만(卑慢, 산스크리트어: ūna-māna, 영어: modest arrogance, arrogance of thinking small): 겸손하면서도 자만심을 갖는 것
7. 사만(邪慢, 산스크리트어: mithyā-māna, 영어: distorted arrogance, perverted arrogance): 덕이 부족한 사람이 자신을 덕 높은 사람으로 착각하고 3보를 경시하는 것

#### 9만(九慢)
만(慢)은 7만(七慢: 일곱 가지 거만) 또는 9만(九慢: 아홉 가지 거만)으로 나뉘는데, 9만은 다음과 같다.
1. 아만(我慢)
2. 아등(我等)
3. 아열(我劣)
4. 유승아(有勝我)
5. 유등아(有等我)
6. 유열아(有劣我)
7. 무승아(無勝我)
8. 무등아(無等我)
9. 무열아(無劣我)

### 의(疑)
의(疑, 의심, 망설임, 주저함, 미룸, 진리에 대한 유예,
산스크리트어: vicikitsa,
vicikitsā,
팔리어: vicikicchā,
영어: doubt,
indecision,
skepticism,
indecisive wavering)는 유예(猶豫), 즉 갖가지 진리[諦]와 이치[理]에 대해서 결정을 미루는 것[猶豫]을 본질적 성질[性]로 하는 마음작용이다.
의(疑)의 본질적 작용[業]은 선심소에 속한 불의(不疑)의 마음작용을 장애[障]하는 것이다. 그럼으로써 결정을 미루게[猶豫] 되고, 결정을 미루는 곳에서는 선(善)이 생겨나지 않게 된다. 결과적으로, 의(疑)는 선(善)이 생겨나지 않게 하는 작용을 한다.

### 악견(惡見)
악견(惡見, 그릇된 견해,
산스크리트어: dṛṣṭi,
mithyā-dṛṣṭi,
영어: wrong view)은 전도추구탁(顛倒推求度), 즉 갖가지 진리[諦]와 이치[理]에 대해 뒤바뀌게 추측하고 헤아리는[顛倒推求度] 오염된 지혜[染慧]를 본질적 성질[性]로 하는 마음작용이다. 즉, 악견(惡見)은 실유(實有)가 아니라 세속유(世俗有) 즉 가유(假有)이며, 혜(慧)의 특수한 경우[一分]이다.
악견(惡見)의 본질적 작용[業]은  선견(善見) 즉 바른 견해를 장애[障]하여 고통을 초래하는 것[招苦]이다. 악견은 많은 경우 고통[苦]을 받게 되는 원인이 된다.
악견(惡見)은 그 행상(行相)에 따라  살가야견(薩迦耶見: 유신견) · 변집견(邊執見) · 사견(邪見) · 견취(見取) · 계금취(戒禁取)의 5견으로 세분된다.

#### 살가야견(薩迦耶見)
살가야견(薩迦耶見, 유신견,
산스크리트어: satkāya-drsti,
팔리어: sakkāya-ditth,
영어: view of individuality,
self view,
identity view)은 5취온에 대해서 나[我] 또는 내 것[我所]이라고 집착하는 것을 본질적 성질[性]로 하는 마음작용이다.
살가야견(薩迦耶見)의 본질적 작용[業]은 모든 견해[見趣], 즉 모든 악견의 발동근거[所依]가 되는 것이다.
살가야견(薩迦耶見)을 세분하면 20구(二十句) 혹은 65구(六十五句) 등이 있다. 즉 20살가야견 또는 65살가야견 등이 있다.
20살가야견 또는 65살가야견 등은 구생기(俱生起)와 분별기(分別起) 중 분별기에 속한다.

#### 변집견(邊執見)
변집견(邊執見, 극단적인 견해, 단견과 상견,
산스크리트어: anta-grāha-drsti,
팔리어: anta-ggāhikā,
영어: extreme views,
extreme view)은 살가야견의 대상에 대하여 단멸[斷]한다거나 혹은 상주[常]한다고 집착하는 것을 본질적 성질[性]로 하는 마음작용이다. 즉 단견(斷見) 혹은 상견(常見)을 본질적 성질로 하는 마음작용이다.
변집견(邊執見)의 본질적 작용[業]은 처(處) 가운데에서 행(行: 실천 즉 도제)과 출리(出離: 벗어남 즉 멸제)를 장애[障]하는 것이다.
변집견(邊執見)을 세분하면, 외도의 62견(見) 가운데 47견이 변집견에 해당한다. 47견 가운데 40견은 상견에 해당하고 7견은 단견에 해당한다. 상견에 속한 40견은 다음과 같이 구분된다.
- 4변상론(四遍常論)
- 4일분상론(四一分常論)
- 유상16론(有想十六論)
- 무상8론(無想八論)
- 구비8론(俱非八論)

위의 47 변집견(邊執見)은 구생기(俱生起)와 분별기(分別起) 중 분별기에 속한다.

#### 사견(邪見)
사견(邪見, 그릇된 견해, 진리에 어긋난 견해, 인과를 부정하는 견해,
산스크리트어: mithyā-drsti,
팔리어: sassata-ditthi,
영어: false view,
evil view)은 원인[因] · 결과[果] · 작용(作用) · 실제로 존재하는 것[實事]을 부정[謗]하는 견해와  살가야견 · 변집견 · 사견 · 견취견 · 계금취견의 5견 중 나머지 4견을 제외한 모든 삿된 집착을 말한다.
사견(邪見)에는 다음과 같은 세부 유형들이  있다.
- 과거[前際]를 집착하는 두 가지 무인론(無因論)
- 네 가지 유변론(有邊論)
- 불사의 교란[不死矯亂]
- 미래[後際]를 계탁하는 5현열반(五現涅槃)[34]
- 고제(苦諦)에 대한 삿된 견해: 예를 들어, 자재천[自在]ㆍ대자재천[世主]ㆍ제석천[釋]ㆍ범천왕[梵] 또는 다른 사물[物類] 등이 영원하여 변화가 없다고 생각하는 견해
- 집제(集諦)에 대한 삿된 견해: 예를 들어, 자재천 등이 모든 사물의 원인이라고 생각하는 견해
- 멸제(滅諦)에 대한 삿된 견해: 여러 삿된 해탈[邪解脫]을 진실한 해탈이라고 생각하는 견해
- 도제(道諦)에 대한 삿된 견해: 도(道)가 아닌 것을 집착해서 도(道)라고 생각하는 견해

#### 견취(見取)
견취(見取, 염오견에 대한 집착,
산스크리트어: drstiparāmarśa,
영어: adherence to views,
view of attachment to views)는 갖가지 그릇된 견해[見]와 소의온(所依蘊: 의지처 즉 발동근거로서의 5온)에 대해 집착하여 해당 견해나 온을 가장 뛰어난 것[最勝]이라고 여기거나 청정(清淨)을 득할 수 있게 하는 것이라고 여기는 것을 본질적 성질[性]로 하는 마음작용이다.
견취(見取)의 본질적 작용[業]은 모든 투쟁(鬥諍: 다툼)의 발동근거[所依]가 되는 것이다.

#### 계금취(戒禁取)
계금취(戒禁取, 그릇된 계금에 대한 집착,
산스크리트어: śīla-vrata-parāmarśa,
영어: adherence to observances and rituals,
view of rigid attachment to the precepts)는 갖가지 그릇된 견해[見]에 수순하는 계금(戒禁: 계법)과  소의온(所依蘊: 의지처 즉 발동근거로서의 5온)에 대해 집착하여 해당 계금이나 온을 가장 뛰어난 것[最勝]이라고 여기거나 청정(清淨)을 득할 수 있게 하는 것이라고 여기는 것을 본질적 성질[性]로 하는 마음작용이다.
계금취(戒禁取)의 본질적 작용[業]은 아무런 이익도 없는 헛된 노력에 수고로이 힘쓰게 하는 것의 발동근거[所依]가 되는 것이다.

## 제문분별

### 구생기 · 분별기 분별
펼쳤을 때의 10가지 번뇌심소 가운데, 의(疑) · 사견(邪見) · 견취(見取) · 계금취(戒禁取)의 4가지 마음작용은 오로지 분별기(分別起)이다. 즉, 이들 4가지 근본번뇌는 반드시 나쁜 친구[惡友]나 삿된 가르침(邪教)의 힘,  또는 스스로의 그릇된 사색과 관찰에 의해 후천적으로 일어나는 번뇌이다. 나머지 6가지 근본번뇌, 즉 탐(貪) · 진(瞋) · 치(癡) · 만(慢) · 살가야견(薩迦耶見: 유신견) · 변집견(邊執見)은 구생기(俱生起)이기도 하고 분별기(分別起)이기도 하다. 즉 선천적인 측면도 있고 후천적인 측면도 있다.
변집견(邊執見) 중 단견(斷見)의 경우에서 구생기인 것은, 예를 들어, 현관(現觀)을 수행하는 수행자가 문득 "지금 나[我]의 나는 어느 곳에 있는가?(今者我我何所在耶)"라는 공포를 일으키는 것이 단견의 구생기에 속한다. 또한, 금수(禽獸: 짐승) 등은 거스르는 연[違緣]을 만날 때에는 모두 내가 단멸될 수도 있다는 '경각심과 공포심[驚怖]'을 일으키는데 이것은 단견의 구생기에 속한다.
변집견(邊執見) 중 상견(常見)의 경우에서 구생기인 것은, 예를 들어,
현관(現觀)을 수행하는 수행자가 무아관(無我觀)에 들어가고 나서 분별에 의한 나[我]는 이미 단멸되었음을 알았지만 출관(出觀)할 때에 문득 공포를 일으켜 지금 나의 나는 어디에 있는가라고 묻는 것은 선천적인 상견의 번뇌이다. 또한 금수(禽獸: 짐승) 등은 내가 항상 존재한다고 집착해서, 오랜 기간 지낼 수 있는 재료 · 도구[資具: 동굴과 음식 등]를 치열하게 만들고 모으는데, 이것은 상견의 구생기에 속한다.
요컨데, 생명체의 생존 본능과 이에 따른 공포(두려움)는 한편으로는 구생기 단견이고, 다른 한편으로는 구생기 상견이다. 즉, 생존에 대한 두려움은 견도에서 한꺼번에 끊어지는 번뇌가 아니며 수도에서 점차 약화되어 가다가 마침내 끊어지는 번뇌이다.

### 자류상응 분별
자류상응(自類相應) 분별은 10가지 번뇌심소 서로 간의 상응 관계를 분별하는 것을 말한다.

#### 탐(貪)의 자류상응
탐(貪)의 자류상응 관계는 다음과 같다.
- 탐(貪)은 진(瞋)의 마음작용과 함께 일어나는 경우가 없다.
  - 애착의 대상[愛境]과 증오의 대상[憎境]은 반드시 서로 다르기 때문이다.
- 탐(貪)은 치(癡)의 마음작용과 반드시 함께 일어난다.
  - 탐(貪)을 포함하여, 모든 번뇌는 반드시 어리석음을 기본 발동근거로 하기 때문이다.[45][46]
- 탐(貪)은 만(慢)의 마음작용과 상응할 수 없다.
  - 애착하는 대상[所愛境]과 멸시하는 대상[所陵境]이 동일한 대상일 수 없는데, 이 경우에서 탐(貪)과 만(慢)은 상응할 수 없다.
- 탐(貪)은 만(慢)의 마음작용과 상응할 수 있다.
  - 염착하는 대상[所染境]과 믿고 자부하는 대상[所恃境]은 동일한 대상일 수 있는데, 이 경우에서 탐(貪)과 만(慢)은 상응할 수 있다.
- 탐(貪)은 의(疑)의 마음작용과 함께 일어나는 경우가 없다.
  - 대상[境]에 대하여 결정[決]하지 않은 때에는 그 대상에 대한 염착(染著)이 없기 때문이다.
- 탐(貪)은 악견[見]의 마음작용과 상응할 수 있다.
  - 5견의 대상[五見境]은 모두 애착[愛]할 만하기 때문이다.

#### 진(瞋)의 자류상응
진(瞋)의 자류상응 관계는 다음과 같다.
- 진(瞋)은 탐(貪)의 마음작용과 함께 일어나는 경우가 없다.
  - 증오의 대상[憎境]과 애착의 대상[愛境]이 반드시 서로 다르기 때문이다.[43][44]
- 진(瞋)은 치(癡)의 마음작용과 반드시 함께 일어난다.
  - 진(瞋)을 포함하여, 모든 번뇌는 반드시 어리석음을 기본 발동근거로 하기 때문이다.[45][46]
- 진(瞋)은 만(慢)의 마음작용과 상응할 수 없다.
  - 성냄의 대상[所瞋境]과 믿고 자부하는 대상[所恃境]이 동일한 대상일 수 없는데, 이 경우에서 진(瞋)과 만(慢)은 상응할 수 없다.
- 진(瞋)은 만(慢)의 마음작용과 상응할 수 있다.
  - 증오의 대상[所憎境]과 멸시의 대상[所蔑境]이 동일한 대상일 수 있는데, 이 경우에서 진(瞋)과 만(慢)은 상응할 수 있다.
- 진(瞋)은 의(疑)의 마음작용과 상응할 수 없다.
  - 의(疑)의 마음작용이 어떤 대상에 대하여 유예(猶豫: 결정을 미룸)하는 것이 초기일 때는 진(瞋)의 마음작용은 아직 그 대상을 증오[憎]하지 않는데, 이 경우에서 진(瞋)과 의(疑)는 상응할 수 없다.
  - 다른 예로는, 수순되는 일[順事]을 의심할 때에는 진(瞋)을 일으키지 않는데, 이 경우에서 진(瞋)과 의(疑)는 상응하지 않는다.
- 진(瞋)은 의(疑)의 마음작용과 상응할 수 있다.
  - 오랫동안 생각해도 결정[決]되지 않을 때에는 문득 분발심[憤發: 성내는 마음, 화]이 일어나는데, 이 경우에서 진(瞋)과 의(疑)는 상응한다.
  - 다른 예로는, 거스르는 일[違事]을 의심할 때에는 문득 그것에 대해 성내는데, 이 경우에서 진(瞋)과 의(疑)는 상응한다.
- 진(瞋)은 2취(二取) 즉 견취(見取) · 계금취(戒禁取)의 마음작용과 함께 일어나는 경우가 없다.
  - 뛰어난 것[勝] 또는 도(道)라고 집착한 대상에 대해 증오[憎]하지는 않기 때문이다.
- 진(瞋)은 3견(三見) 즉 살가야견(薩迦耶見: 유신견) · 변집견(邊執見) · 사견(邪見)의 마음작용과 상응할 수 없다.
  - 예를 들어, 유락온(有樂蘊: 즐거움이 있는 5온)에 대해서 살가야견[身見]이나 상견(常見)을 일으킬 때는, 그 유락온에 대해 증오[憎]를 일으키지는 않는다. 이 경우 진(瞋)과 살가야견 · 상견(변집견의 일부)은 상응하지 않는다.
  - 예를 들어, 유고온(有苦蘊: 고통이 있는 5온)에 대해서 단견(斷見)을 일으킬 때는, 그 유고온에 대해 증오[憎]를 일으키지는 않는다. 이 경우 진(瞋)과 단견(변집견의 일부)은 상응하지 않는다.
  - 예를 들어, 나쁜 일[惡事]을 사견(邪見)에 의거하여 비방하거나 부정할 때에는 그 나쁜 일에 대해 성내지 않는다. 이 경우 진(瞋)과 사견(邪見)은 상응하지 않는다.
- 진(瞋)은 3견(三見) 즉 살가야견(薩迦耶見: 유신견) · 변집견(邊執見) · 사견(邪見)의 마음작용과 상응할 수 있다.
  - 예를 들어, 유고온(有苦蘊: 고통이 있는 5온)에 대해서 살가야견[身見]이나 상견(常見)을 일으킬 때는, 그 유고온에 대해 증오[憎]를 일으킨다. 이 경우 진(瞋)과 살가야견 · 상견(변집견의 일부)은 상응한다.
  - 예를 들어, 유락온(有樂蘊: 즐거움이 있는 5온)에 대해서 단견(斷見)을 일으킬 때는, 그 유락온에 대해 증오[憎]를 일으킨다. 이 경우 진(瞋)과 단견(변집견의 일부)은 상응한다.
  - 예를 들어, 좋은 일[好事]을 사견(邪見)에 의거하여 비방하거나 부정할 때에는 그 좋은 일에 대해 성낸다. 이 경우 진(瞋)과 사견(邪見)은 상응한다.

#### 치(癡)의 자류상응
치(癡)의 자류상응 관계는 다음과 같다.
- 치(癡)는 나머지 9가지 번뇌심소와 반드시 상응한다.
  - 모든 번뇌는 반드시 어리석음[癡]을 기본 발동근거로 하기 때문이다.

#### 만(慢)의 자류상응
만(慢)의 자류상응 관계는 다음과 같다.
- 만(慢)은 탐(貪)의 마음작용과 상응할 수 없다.
  - 멸시하는 대상[所陵境]과 애착하는 대상[所愛境]이 동일한 대상일 수 없는데, 이 경우에서 만(慢)과 탐(貪)은 상응할 수 없다.[43][44]

- 만(慢)은 탐(貪)의 마음작용과 상응할 수 있다.
  - 믿고 자부하는 대상[所恃境]과 염착하는 대상[所染境]이 동일한 대상일 수 있는데, 이 경우에서 만(慢)과 탐(貪)은 상응할 수 있다.[43][44]
- 만(慢)은 진(瞋)의 마음작용과 상응할 수 없다.
  - 믿고 자부하는 대상[所恃境]과 성냄의 대상[所瞋境]이 동일한 대상일 수 없는데, 이 경우에서 만(慢)과 진(瞋)은 상응할 수 없다.[47][48]

- 만(慢)은 진(瞋)의 마음작용과 상응할 수 있다.
  - 멸시의 대상[所蔑境]과 증오의 대상[所憎境]이 동일한 대상일 수 있는데, 이 경우에서 만(慢)과 진(瞋)은 상응할 수 있다.[47][48]
- 만(慢)은 치(癡)의 마음작용과 반드시 함께 일어난다.
  - 만(慢)을 포함하여, 모든 번뇌는 반드시 어리석음을 기본 발동근거로 하기 때문이다.[45][46]
- 만(慢)은 의(疑)의 마음작용과 함께 일어나는 경우가 없다.
  - 만(慢)은 대상에 대해서 결정적인데 비해 의(疑)는 그렇지 않기 때문이다.[49][50]

- 만(慢)은 전체적으로 말하자면 5가지 악견[五見]의 마음작용과 함께 일어난다.
  - 만(慢)과 5가지 악견[五見]의 행상(行相: 인식작용)이 전전(展轉: 차례대로 이어짐)하여 서로 거스르지 않기 때문이다.[49][50]
  - 그러나 만(慢)과 단견(斷見)은 함께 일어나는 경우가 없다. 내가 단멸된다고 집착할 때에는, 남을 멸시하거나[陵] 나를 믿고 자부하는 일[恃]이 없기 때문이다.
  - 살가야견[身見]과 사견(邪見)의 일부도 만(慢)과 함께 일어나는 경우가 없다.

#### 의(疑)의 자류상응
의(疑)의 자류상응 관계는 다음과 같다.
- 의(疑)는 탐(貪)의 마음작용과 함께 일어나는 경우가 없다.
  - 대상[境]에 대하여 결정[決]하지 않은 때에는 그 대상에 대한 염착(染著)이 없기 때문이다.[43][44]

- 의(疑)는 진(瞋)의 마음작용과 상응할 수 없다.[47][48]
  - 의(疑)의 마음작용이 어떤 대상에 대하여 유예(猶豫: 결정을 미룸)하는 것이 초기일 때는 진(瞋)의 마음작용은 아직 그 대상을 증오[憎]하지 않는데, 이 경우에서 진(瞋)과 의(疑)는 상응할 수 없다.
  - 다른 예로는, 수순되는 일[順事]을 의심할 때에는 진(瞋)을 일으키지 않는데, 이 경우에서 진(瞋)과 의(疑)는 상응하지 않는다.
- 의(疑)는 진(瞋)의 마음작용과 상응할 수 있다.[47][48]
  - 오랫동안 생각해도 결정[決]되지 않을 때에는 문득 분발심[憤發: 성내는 마음, 화]이 일어나는데, 이 경우에서 진(瞋)과 의(疑)는 상응한다.
  - 다른 예로는, 거스르는 일[違事]을 의심할 때에는 문득 그것에 대해 성내는데, 이 경우에서 진(瞋)과 의(疑)는 상응한다.
- 의(疑)는 치(癡)의 마음작용과 반드시 함께 일어난다.
  - 의(疑)을 포함하여, 모든 번뇌는 반드시 어리석음을 기본 발동근거로 하기 때문이다.[45][46]
- 의(疑)는 만(慢)의 마음작용과 함께 일어나는 경우가 없다.
  - 만(慢)은 대상에 대해서 결정적인데 비해 의(疑)는 그렇지 않기 때문이다.[49][50]

- 의(疑)는 악견[見]의 마음작용과 함께 일어나는 경우가 없다.
  - 악견[見]은 비록 그릇된 것이기는 하나 심결(審決: 살펴서 결정함)한 것인데, 의(疑)의 마음작용에는 심결의 뜻이 없기 때문이다.[51][52]

#### 악견(惡見)의 자류상응
악견(惡見)의 자류상응 관계는 다음과 같다.
- 5가지 악견[五見]은 탐(貪)의 마음작용과 상응할 수 있다.[43][44]
  - 5견의 대상[五見境]은 모두 애착[愛]할 만하기 때문이다.
- 5가지 악견[五見] 가운데 2취(二取) 즉 견취(見取) · 계금취(戒禁取)는 진(瞋)의 마음작용과 함께 일어나는 경우가 없다.[47][48]
  - 뛰어난 것[勝] 또는 도(道)라고 집착한 대상에 대해 증오[憎]하지는 않기 때문이다.
- 5가지 악견[五見] 가운데 3견(三見) 즉 살가야견(薩迦耶見: 유신견) · 변집견(邊執見) · 사견(邪見)은 진(瞋)의 마음작용과 상응할 수 없다.[47][48]
  - 예를 들어, 유락온(有樂蘊: 즐거움이 있는 5온)에 대해서 살가야견[身見]이나 상견(常見)을 일으킬 때는, 그 유락온에 대해 증오[憎]를 일으키지는 않는다. 이 경우 진(瞋)과 살가야견 · 상견(변집견의 일부)은 상응하지 않는다.
  - 예를 들어, 유고온(有苦蘊: 고통이 있는 5온)에 대해서 단견(斷見)을 일으킬 때는, 그 유고온에 대해 증오[憎]를 일으키지는 않는다. 이 경우 진(瞋)과 단견(변집견의 일부)은 상응하지 않는다.
  - 예를 들어, 나쁜 일[惡事]을 사견(邪見)에 의거하여 비방하거나 부정할 때에는 그 나쁜 일에 대해 성내지 않는다. 이 경우 진(瞋)과 사견(邪見)은 상응하지 않는다.
- 5가지 악견[五見] 가운데 3견(三見) 즉 살가야견(薩迦耶見: 유신견) · 변집견(邊執見) · 사견(邪見)은 진(瞋)의 마음작용과 상응할 수 있다.[47][48]
  - 예를 들어, 유고온(有苦蘊: 고통이 있는 5온)에 대해서 살가야견[身見]이나 상견(常見)을 일으킬 때는, 그 유고온에 대해 증오[憎]를 일으킨다. 이 경우 진(瞋)과 살가야견 · 상견(변집견의 일부)은 상응한다.
  - 예를 들어, 유락온(有樂蘊: 즐거움이 있는 5온)에 대해서 단견(斷見)을 일으킬 때는, 그 유락온에 대해 증오[憎]를 일으킨다. 이 경우 진(瞋)과 단견(변집견의 일부)은 상응한다.
  - 예를 들어, 좋은 일[好事]을 사견(邪見)에 의거하여 비방하거나 부정할 때에는 그 좋은 일에 대해 성낸다. 이 경우 진(瞋)과 사견(邪見)은 상응한다.
- 5가지 악견[五見]은 치(癡)의 마음작용과 반드시 함께 일어난다.[45][46]
  - 5가지 악견[五見]을 포함하여, 모든 번뇌는 반드시 어리석음을 기본 발동근거로 하기 때문이다.
- 5가지 악견[五見]은 전체적으로 말하자면 만(慢)의 마음작용과 함께 일어난다.[49][50]
  - 5가지 악견[五見]과 만(慢)의 행상(行相: 인식작용)이 전전(展轉: 차례대로 이어짐)하여 서로 거스르지 않기 때문이다.
  - 그러나 단견(斷見)과 만(慢)은 함께 일어나는 경우가 없다. 내가 단멸된다고 집착할 때에는, 남을 멸시하거나[陵] 나를 믿고 자부하는 일[恃]이 없기 때문이다.
  - 살가야견[身見]과 사견(邪見)의 일부도 만(慢)과 함께 일어나는 경우가 없다.
- 5가지 악견[五見]은 서로 간에 전전(展轉)하여 함께 일어나는 경우가 없다.[53][54]
  - 하나의 마음[一心] 즉 1찰나 중에 복수 개의 혜(慧)의 마음작용이 있는 것은 아니기 때문이다.

### 8식과의 상응관계
10가지 번뇌심소와 8식 (八識)과의 상응관계는 다음과 같다.
10가지 번뇌심소는 장식(藏識) 즉 제8아뢰야식과는 전혀 상응하지 않는다. 제8아뢰야식은 이숙무기(異熟無記)로서 무부무기(無覆無記)임에 비해, 10가지 번뇌심소는 번뇌(煩惱) 즉 잡염(雜染)이기 때문이다. 즉 10가지 번뇌심소는 유부무기(有覆無記) 또는 불선(不善)이기 때문이다.
10가지 번뇌심소 가운데 탐(貪) · 치(癡) · 만(慢) · 살가야견(薩迦耶見)의 4가지 마음작용만이 말나식(末那識)과 상응한다. 말나식의 아치(我痴) · 아견(我見) · 아만(我慢) · 아애(我愛)의 4번뇌 가운데, 아치는 치(癡)의, 아견은 살가야견(薩迦耶見)의, 아만은 만(慢)의, 아애는 탐(貪)의 일부 즉 특수한 경우이다. 4번뇌는 아치(我痴)가 근본원인이 되어서 아견(我見)→아만(我慢)→아애(我愛)의 순서로 생겨난다.
10가지 번뇌심소 모두는 의식(意識) 즉 제6식(第六識)과 상응한다.
10가지 번뇌심소 가운데 탐(貪) · 진(瞋) · 치(癡)의 3가지 마음작용만이 5식(五識)과 상응한다. 5식은 무분별(無分別: 불확정적인 인식)이기 때문이다. 즉 5식에는 분별(分別), 즉 수념분별(隨念分別: 기억 또는 재인식)과 계탁분별(計度分別: 오성적 인식)이 없는데, 만(慢) · 의(疑) · 악견(惡見)은 헤아림[稱量] 즉 분별(分別)을 바탕으로 하여 일어나기 때문이다.

### 두드러진 양상에 따른 5수와의 상응관계
10가지 번뇌심소의 5수(五受)와의 상응관계는 두드러진 양상[麤相]에 따라 말하면, 즉 대략적으로 말해서 다음과 같다.
|                    | 고수(苦受) | 낙수(樂受) | 우수(憂受) | 희수(喜受) | 사수(捨受) |
| ------------------ | ---------- | ---------- | ---------- | ---------- | ---------- |
| 탐(貪)             |            | O          |            | O          | O          |
| 진(瞋)             | O          |            | O          |            | O          |
| 치(癡)             | O          | O          | O          | O          | O          |
| 만(慢)             |            | O          |            | O          | O          |
| 의(疑)             |            | O          | O          | O          | O          |
| 살가야견(薩迦耶見) |            | O          |            | O          | O          |
| 변집견(邊執見)     |            | O          |            | O          | O          |
| 사견(邪見)         |            | O          | O          | O          | O          |
| 견취(見取)         |            | O          |            | O          | O          |
| 계금취(戒禁取)     |            | O          |            | O          | O          |

1. 탐(貪): 낙수(樂受) · 희수(喜受) · 사수(捨受)와 함께한다[俱]. 만(慢) · 살가야견(薩迦耶見) · 변집견(邊執見) · 견취(見取) · 계금취(戒禁取)도 이와 같다. 이들 6가지 마음작용에는 오직 기쁨[欣]의 행상(行相)만이 있기 때문에 이들 마음작용은 고수(苦受) · 우수(憂受)와는 상응하지 않는다.
2. 진(瞋): 고수(苦受) · 우수(憂受) · 사수(捨受)와 함께 일어난다[俱起]. 진(瞋)의 마음작용에는 오직 근심이나 슬픔의 행상(行相)만이 있기 때문이다.
3. 치(癡): 고수(苦受) · 낙수(樂受) · 우수(憂受) · 희수(喜受) · 사수(捨受)의 5수(五受) 모두와 상응할 수 있다[得相應].
4. 만(慢): 낙수(樂受) · 희수(喜受) · 사수(捨受)와 함께한다[俱]. 탐(貪) · 살가야견(薩迦耶見) · 변집견(邊執見) · 견취(見取) · 계금취(戒禁取)도 이와 같다. 이들 6가지 마음작용에는 오직 기쁨[欣]의 행상(行相)만이 있기 때문에 이들 마음작용은 고수(苦受) · 우수(憂受)와는 상응하지 않는다.
5. 의(疑): 고수(苦受)를 제외한 낙수(樂受) · 우수(憂受) · 희수(喜受) · 사수(捨受)의 4수(四受)와  함께한다[俱]. 사견(邪見)도 이와 같다.
6. 살가야견(薩迦耶見): 낙수(樂受) · 희수(喜受) · 사수(捨受)와 함께한다[俱]. 탐(貪) · 만(慢) · 변집견(邊執見) · 견취(見取) · 계금취(戒禁取)도 이와 같다. 이들 6가지 마음작용에는 오직 기쁨[欣]의 행상(行相)만이 있기 때문에 이들 마음작용은 고수(苦受) · 우수(憂受)와는 상응하지 않는다.
7. 변집견(邊執見): 낙수(樂受) · 희수(喜受) · 사수(捨受)와 함께한다[俱]. 탐(貪) · 만(慢) · 살가야견(薩迦耶見) · 견취(見取) · 계금취(戒禁取)도 이와 같다. 이들 6가지 마음작용에는 오직 기쁨[欣]의 행상(行相)만이 있기 때문에 이들 마음작용은 고수(苦受) · 우수(憂受)와는 상응하지 않는다.
8. 사견(邪見): 고수(苦受)를 제외한 낙수(樂受) · 우수(憂受) · 희수(喜受) · 사수(捨受)의 4수(四受)와  함께한다[俱]. 의(疑)도 이와 같다.
9. 견취(見取): 낙수(樂受) · 희수(喜受) · 사수(捨受)와 함께한다[俱]. 탐(貪) · 만(慢) · 살가야견(薩迦耶見) · 변집견(邊執見) · 계금취(戒禁取)도 이와 같다. 이들 6가지 마음작용에는 오직 기쁨[欣]의 행상(行相)만이 있기 때문에 이들 마음작용은 고수(苦受) · 우수(憂受)와는 상응하지 않는다.
10. 계금취(戒禁取): 낙수(樂受) · 희수(喜受) · 사수(捨受)와 함께한다[俱]. 탐(貪) · 만(慢) · 살가야견(薩迦耶見) · 변집견(邊執見) · 견취(見取)도 이와 같다. 이들 6가지 마음작용에는 오직 기쁨[欣]의 행상(行相)만이 있기 때문에 이들 마음작용은 고수(苦受) · 우수(憂受)와는 상응하지 않는다.

### 5수와의 상응관계

#### 탐(貪)의 5수와의 상응관계
대략적으로 말해서, 탐(貪)은 낙수(樂受) · 희수(喜受) · 사수(捨受)와 함께한다[俱]. 만(慢) · 살가야견(薩迦耶見) · 변집견(邊執見) · 견취(見取) · 계금취(戒禁取)도 이와 같다. 이들 6가지 마음작용에는 오직 기쁨[欣]의 행상(行相)만이 있기 때문에 이들 마음작용은 고수(苦受) · 우수(憂受)와는 상응하지 않는다.
자세히 즉 정확하게 말하자면, 구생기 탐(貪)과 분별기 탐(貪) 모두는 고수(苦受) · 낙수(樂受) · 우수(憂受) · 희수(喜受) · 사수(捨受)의 5수(五受) 모두와 상응한다고 인정된다[容]. 탐(貪)은 위연(違緣: 거슬리는 연, 거슬리는 상황 또는 원인)을 만날 때 고수(苦受) · 우수(憂受)와 함께하기[俱] 때문이다. 한편, 진(瞋)과 치(癡) 이들의 구생기 · 분별기 모두가  탐(貪)처럼 5수 모두와 상응한다고 인정된다[容].

#### 진(瞋)의 5수와의 상응관계
대략적으로 말해서, 진(瞋)은 고수(苦受) · 우수(憂受) · 사수(捨受)와 함께 일어난다[俱起]. 진(瞋)의 마음작용에는 오직 근심이나 슬픔의 행상(行相)만이 있기 때문이다.
자세히 즉 정확하게 말하자면, 구생기 진(瞋)과 분별기 진(瞋) 모두는 고수(苦受) · 낙수(樂受) · 우수(憂受) · 희수(喜受) · 사수(捨受)의 5수(五受) 모두와 상응한다고 인정된다[容]. 진(瞋)은 순경(順境: 수순하는 대상, 수순의 대상 또는 상황)을 만날 때 낙수(樂受) · 희수(喜受)와 함께하기[俱] 때문이다. 한편, 탐(貪)과 치(癡)도 이들의 구생기 · 분별기 모두가  진(瞋)처럼 5수 모두와 상응한다고 인정된다[容].

#### 치(癡)의 5수와의 상응관계
대략적으로 말해서,  치(癡)는 고수(苦受) · 낙수(樂受) · 우수(憂受) · 희수(喜受) · 사수(捨受)의 5수(五受) 모두와 상응할 수 있다[得相應].
자세히 즉 정확하게 말하자면, 구생기 치(癡)와 분별기 치(癡) 모두는 고수(苦受) · 낙수(樂受) · 우수(憂受) · 희수(喜受) · 사수(捨受)의 5수(五受) 모두와 상응한다고 인정된다[容]. 한편, 탐(貪)과 진(瞋)도 이들의 구생기 · 분별기 모두가 치(癡)처럼 5수 모두와 상응한다고 인정된다[容].

#### 만(慢)의 5수와의 상응관계
대략적으로 말해서, 만(慢)은 낙수(樂受) · 희수(喜受) · 사수(捨受)와 함께한다[俱]. 탐(貪) · 살가야견(薩迦耶見) · 변집견(邊執見) · 견취(見取) · 계금취(戒禁取)도 이와 같다. 이들 6가지 마음작용에는 오직 기쁨[欣]의 행상(行相)만이 있기 때문에 이들 마음작용은 고수(苦受) · 우수(憂受)와는 상응하지 않는다.
자세히 즉 정확하게 말하자면, 만(慢)은

#### 의(疑)의 5수와의 상응관계
대략적으로 말해서, 의(疑)는 고수(苦受)를 제외한 낙수(樂受) · 우수(憂受) · 희수(喜受) · 사수(捨受)의 4수(四受)와  함께한다[俱]. 사견(邪見)도 이와 같다.
자세히 즉 정확하게 말하자면, 의(疑)는

#### 살가야견(薩迦耶見)의 5수와의 상응관계
대략적으로 말해서, 살가야견(薩迦耶見)은 낙수(樂受) · 희수(喜受) · 사수(捨受)와 함께한다[俱]. 탐(貪) · 만(慢) · 변집견(邊執見) · 견취(見取) · 계금취(戒禁取)도 이와 같다. 이들 6가지 마음작용에는 오직 기쁨[欣]의 행상(行相)만이 있기 때문에 이들 마음작용은 고수(苦受) · 우수(憂受)와는 상응하지 않는다.
자세히 즉 정확하게 말하자면, 살가야견(薩迦耶見)은

#### 변집견(邊執見)의 5수와의 상응관계
대략적으로 말해서, 변집견(邊執見)은 낙수(樂受) · 희수(喜受) · 사수(捨受)와 함께한다[俱]. 탐(貪) · 만(慢) · 살가야견(薩迦耶見) · 견취(見取) · 계금취(戒禁取)도 이와 같다. 이들 6가지 마음작용에는 오직 기쁨[欣]의 행상(行相)만이 있기 때문에 이들 마음작용은 고수(苦受) · 우수(憂受)와는 상응하지 않는다.
자세히 즉 정확하게 말하자면, 변집견(邊執見)은

#### 사견(邪見)의 5수와의 상응관계
대략적으로 말해서, 사견(邪見)은 고수(苦受)를 제외한 낙수(樂受) · 우수(憂受) · 희수(喜受) · 사수(捨受)의 4수(四受)와  함께한다[俱]. 의(疑)도 이와 같다.
자세히 즉 정확하게 말하자면, 사견(邪見)은

#### 견취(見取)의 5수와의 상응관계
대략적으로 말해서, 견취(見取)는 낙수(樂受) · 희수(喜受) · 사수(捨受)와 함께한다[俱]. 탐(貪) · 만(慢) · 살가야견(薩迦耶見) · 변집견(邊執見) · 계금취(戒禁取)도 이와 같다. 이들 6가지 마음작용에는 오직 기쁨[欣]의 행상(行相)만이 있기 때문에 이들 마음작용은 고수(苦受) · 우수(憂受)와는 상응하지 않는다.
자세히 즉 정확하게 말하자면, 견취(見取)는

#### 계금취(戒禁取)의 5수와의 상응관계
대략적으로 말해서, 계금취(戒禁取)는 낙수(樂受) · 희수(喜受) · 사수(捨受)와 함께한다[俱]. 탐(貪) · 만(慢) · 살가야견(薩迦耶見) · 변집견(邊執見) · 견취(見取)도 이와 같다. 이들 6가지 마음작용에는 오직 기쁨[欣]의 행상(行相)만이 있기 때문에 이들 마음작용은 고수(苦受) · 우수(憂受)와는 상응하지 않는다.
자세히 즉 정확하게 말하자면, 계금취(戒禁取)는

## 참고 문헌
- 곽철환 (2003). 《시공 불교사전》. 시공사 / 네이버 지식백과. |title=에 외부 링크가 있음 (도움말)
- 권오민 (2003). 《아비달마불교》. 민족사.
- 운허.  동국역경원 편집, 편집. 《불교 사전》. |title=에 외부 링크가 있음 (도움말)
- 호법 등 지음, 현장 한역, 김묘주 번역 (K.614, T.1585). 《성유식론》. 한글대장경 검색시스템 - 전자불전연구소 / 동국역경원. K.614(17-510), T.1585(31-1). |title=에 외부 링크가 있음 (도움말)
- 황욱 (1999). 《무착[Asaṅga]의 유식학설 연구》. 동국대학원 불교학과 박사학위논문.
- (중국어) 星雲. 《佛光大辭典(불광대사전)》 3판. |title=에 외부 링크가 있음 (도움말)
- (중국어) 무착 조, 현장 한역 (T.1602). 《현양성교론(顯揚聖教論)》. 대정신수대장경. T31, No. 1602, CBETA. |title=에 외부 링크가 있음 (도움말)
- (중국어) 세친 조, 현장 한역 (T.1614). 《대승백법명문론(大乘百法明門論)》. 대정신수대장경. T31, No. 1614, CBETA. |title=에 외부 링크가 있음 (도움말)
- (중국어) 호법 등 지음, 현장 한역 (T.1585). 《성유식론(成唯識論)》. 대정신수대장경. T31, No. 1585, CBETA. |title=에 외부 링크가 있음 (도움말)